# Bever (Svizzera)
Bever (, toponimo romancio; in tedesco Bevers, desueto, ufficiale fino al 1943, in italiano Bevero, desueto) è un comune svizzero di 584 abitanti del Canton Grigioni, nella regione Maloja.

## Geografia fisica
Bever è situato in Alta Engadina, sulla sponda sinistra dell'Inn; dista 9 km da Sankt Moritz, 58 km da Tirano, 70 km da Coira e 133 km da Lugano. Il punto più elevato del comune è la cima del Piz Calderas (3 397 m s.l.m.), sul confine con Surses.

## Storia

### Simboli
Lo stemma raffigura il santo patrono della chiesa riformata di Bever con gli smalti invertiti del distretto dell'Alta Engadina.

## Monumenti e luoghi d'interesse
- Chiesa riformata (già chiesa cattolica di San Giacomo), attestata dal 1370 e ricostruita nel 1501 e nel 1667[1] da Giovanni Caserin e Francesco Pancera[3];
- "Strada delle fiabe", percorso turistico da Bever alla frazione Spinas decorato da sculture e libri in legno che ricordano la locale tradizione delle fiabe, risalente al XVIII secolo e raccolte da donne del luogo[4].

## Società

### Evoluzione demografica
L'evoluzione demografica è riportata nella seguente tabella):
Abitanti censiti

### Lingue e dialetti
Già borgo di lingua romancia, fu massicciamente germanizzato a partire dagli anni 1960 (romanci al 80% nel 1860, al 36% nel 1980, al 5,4% nel 1990).
| Lingue a Bever | Lingue a Bever  | Lingue a Bever  | Lingue a Bever  | Lingue a Bever  | Lingue a Bever  | Lingue a Bever  |
| -------------- | --------------- | --------------- | --------------- | --------------- | --------------- | --------------- |
| Lingue         | Censimento 1980 | Censimento 1980 | Censimento 1990 | Censimento 1990 | Censimento 2000 | Censimento 2000 |
| Lingue         | Abitanti        | Percentuale     | Abitanti        | Percentuale     | Abitanti        | Percentuale     |
| Tedesco        | 175             | 40,51%          | 292             | 58,87%          | 420             | 66,56%          |
| Romancio       | 156             | 36%             | 120             | 24,19%          | 119             | 18,86%          |
| Italiano       | 87              | 20,14%          | 73              | 14,72%          | 74              | 11,73%          |
| Totale         | 432             | 100%            | 496             | 100%            | 631             | 100%            |

## Infrastrutture e trasporti

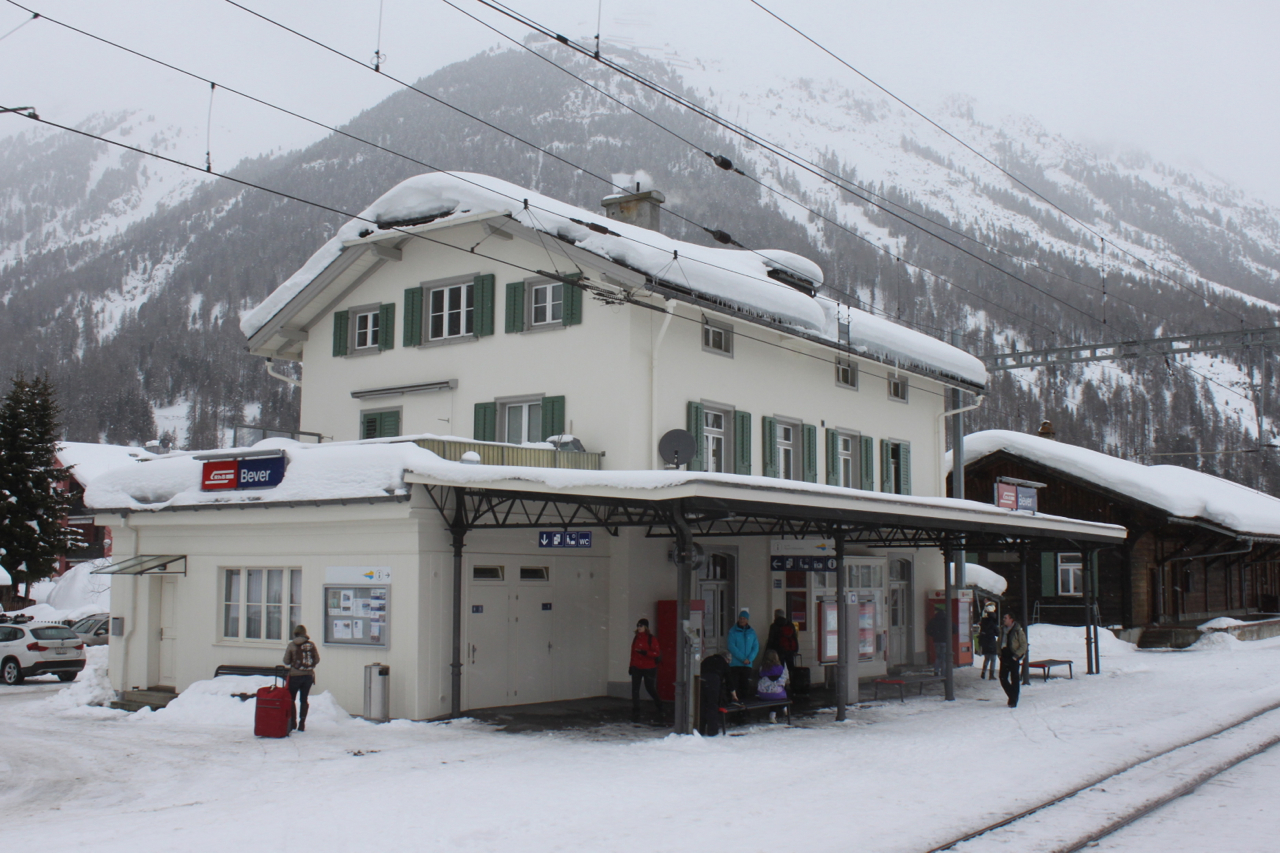
La stazione di Bever

È servito dalle stazioni di Bever e di Spinas della Ferrovia Retica, sulle linee dell'Albula e dell'Engadina.

## Amministrazione
Ogni famiglia originaria del luogo fa parte del comune patriziale e ha la responsabilità della manutenzione di ogni bene ricadente all'interno dei confini del comune.